# Zdravko Stoitchkov
Zdravko Stoitchkov (transcrição inglesa: Stoichkov, em búlgaro:  Здравко Стоичков, 2 de julho de 1964) é um ex-halterofilista da Bulgária.
Zdravko Stoitchkov foi campeão mundial júnior em 1983, com 352,5 kg no total combinado (152,5 no arranque e 200 no arremesso), na categoria até 75 kg.
Naquele mesmo ano, no Campeonato Mundial para seniores/adultos, que contou como Campeonato Europeu também, Stoitchkov ficou em terceiro no total, com 362,5 kg (155+207,5).
Foi campeão europeu em 1984, na categoria até 75 kg, e vice-campeão em 1985, na categoria até 82,5 kg. Ficou em quarto no Campeonato Mundial de 1986 (382,5 kg), na categoria até 82,5 kg.
Quadro de resultados

| Ano  | Posição | Competição                               | Classe de peso | Marca                |
| 1983 | 1.      | Campeonato Mundial Júnior em Cairo       | –75 kg         | 352,5 kg (152,5+200) |
| 1983 | 3.      | Campeonato Mundial e Europeu em Moscou * | –75 kg         | 362,5 kg (155+207,5) |
| 1984 | 1.      | Campeonato Europeu em Vitoria-Gasteiz    | –75 kg         | 370 kg (165+205)     |
| 1985 | 2.      | Campeonato Europeu em Katowice           | –82,5 kg       | 382,5 kg (167,5+215) |
| 1986 | 4.      | Campeonato Mundial em Sofia              | –82,5 kg       | 382,5 kg (170+212,5) |

*O campeonato europeu e o mundial de 1983 foram organizados conjuntamente.

Estabeleceu três recordes mundiais—um no arremesso e dois no total combinado, na categoria até 75 kg. Suas marcas foram depois superadas por seu compatriota Aleksandar Varbanov, mas permaneceram como recordes mundiais para juniores até a reestruturação das classes de peso que a Federação Internacional de Halterofilismo fez em 1993.
Quadro de recordes

| Data       | Disciplina | Marca    | Classe de peso | Lugar |
| ---------- | ---------- | -------- | -------------- | ----- |
| 14.09.1984 | Total      | 375 kg   | –75 kg         | Varna |
| 14.09.1984 | Total      | 377,5 kg | –75 kg         | Varna |
| 14.09.1984 | Arremesso  | 211 kg   | –75 kg         | Varna |